# Superconductors de tipus I

Diagrama de fases (B,T) d'un superconductor de tipus I: si B < Bc, el medi és superconductor. Tc és la temperatura crítica d'un superconductor quan no hi ha camp magnètic.

L'interior d'un superconductor massiu no pot ser penetrat per un camp magnètic feble, un fenomen conegut com l'efecte Meissner. Quan el camp magnètic aplicat es fa massa gran, la superconductivitat es trenca. Els superconductors es poden dividir en dos tipus segons com es produeix aquesta ruptura. En els superconductors de tipus I, la superconductivitat es destrueix bruscament mitjançant una transició de fase de primer ordre quan la força del camp aplicat augmenta per sobre d'un valor crític Hc. Aquest tipus de superconductivitat normalment l'exhibeixen metalls purs, per exemple, l'alumini, el plom i el mercuri. L'únic aliatge conegut fins ara que presenta superconductivitat de tipus I és TaSi ₂. El superconductor covalent SiC:B, carbur de silici fortament dopat amb bor, també és de tipus I.
Segons el factor de desmagnetització, es pot obtenir un estat intermedi. Aquest estat, descrit per primera vegada per Lev Landau, és una separació de fases en dominis macroscòpics no superconductors i superconductors que formen una representació Husimi Q.
Aquest comportament és diferent dels superconductors de tipus II que presenten dos camps magnètics crítics. El primer camp crític, més baix, es produeix quan els vòrtexs de flux magnètic penetren al material, però el material roman superconductor fora d'aquests vòrtexs microscòpics. Quan la densitat del vòrtex es fa massa gran, tot el material esdevé no superconductor; això correspon al segon camp crític més alt.
La relació entre la profunditat de penetració de Londres λ i la longitud de coherència superconductora ξ determina si un superconductor és de tipus I o de tipus II. Els superconductors de tipus I són aquells amb 0 < λ/ξ < 1/√2, i els superconductors de tipus II són aquells amb λ/ξ > 1/√2.